# Pend-d'Oreille River
Pend-d'Oreille River är ett vattendrag i Kanada.   Det ligger i provinsen British Columbia, i den södra delen av landet, 3 200 km väster om huvudstaden Ottawa.
I omgivningarna runt Pend-d'Oreille River växer i huvudsak barrskog. Runt Pend-d'Oreille River är det mycket glesbefolkat, med 4 invånare per kvadratkilometer.